# Elieser
Elieser, auch Eliëser, ist ein männlicher Vorname.

## Herkunft und Bedeutung
Der Name Elieser, hebräisch אֱלִיעֶזֶר ʾælîʿæsær, setzt sich aus den Elementen אֵל ʾēl „Gott“ und עֶזֶר ʿæsær „Hilfe“, „Beistand“, „Unterstützung“ zusammen. Vermutlich handelt es sich bei י î um einen Bindevokal und nicht um ein Suffix 1. Ps. Sg., somit lautet die Bedeutung: „Gott ist Hilfe“.

## Verbreitung
In Israel zählt Elieser zu den beliebtesten Jungennamen. Im Jahr 2020 belegte er Rang 85 der Hitliste.

## Varianten

### Namensvarianten
- Bulgarisch: Елиезер Elieser
- Dänisch: Eliezer
- Englisch: Eliezer
- Französisch: Eliézer, Éliézer
- Griechisch
  - LXX: Ελιεζερ Eliezer
  - Josephus: Ἐλεάζαρος Eleázaros
- Italienisch: Eliezer
  - Latein: Eliezer
- Niederländisch: Eliëzer
- Portugiesisch: Eliezer, Eliézer
- Spanisch: Eliezer, Eliécer
- Rumänisch: Eliezer
- Russisch: Элиезер Ėlieser
- Tschechisch: Eliezer, Eliezerovi, Elíezer
- Ungarisch: Eliézer

### Verwandte Namen
Darüber hinaus ist Elieser mit folgenden Namen verwandt:
- Eleasar, siehe Lazarus
- Esra
- Eser („[Gott] ist Hilfe“[2])
- Esri („[Meine] Hilfe [ist Gott]“, „[Gott] hat geholfen“[6])
- Asriel
- Asarel („Gott hat geholfen“[6])

## Namensträger

### Biblische Personen
- Elieser, Sohn des Mose und der Zippora (Ex 18,4 EU u. ö.)
- Eliëser von Damaskus, Abrahams Hausverwalter (Gen 15,2 EU)
- Elieser ben Becher, Benjaminit (1 Chr 7,8 EU)
- Elieser ben Sichri, rubenitischer Fürst unter König David (1 Chr 27,16 EU)
- Elieser ben Dodawa, Prophet aus Marescha (2 Chr 20,37 EU)
- Elieser, Gemeindevorsteher unter Esra (2 Chr 8,16 EU)
- Elieser, Priester, der seine ausländische Frau auf Geheiß Esras verstoßen musste (Esra 10,18 EU)
- Elieser (Levit), jüdischer Rückkehrer aus Babylon, der seine ausländische Frau auf Geheiß Esras verstoßen musste (Esra 10,23 EU)

### Jüdische Gelehrte
- Elieser ben Hyrkanos, jüdischer Gelehrter des Altertums
- Elieser ben Jakob der Ältere, Tannait des 1. Jahrhunderts n. Chr.
- Elieser ben Jakob der Jüngere, Tannait des 2. Jahrhunderts n. Chr.
- Elieser ben Jose ha-Gelili, Sohn von Jose dem Galiläer, Tannait der 3./4. Generation
- Elieser ben Nathan aus Mainz (~1100–1150), Halachist und liturgischer Dichter

### Vorname
- Eleasar Fleckeles (auch Elieser b. David Fleckeles; 1754–1826), Rabbiner, Prediger und Talmudist
- Eliezer Ben-Jehuda (1858–1922), russisch-palästinensischer Journalist und Wörterbuchautor
- Elieser Kaplan (1891–1952), zionistischer Arbeiterführer und israelischer Politiker
- Eliezer Oren (1938–2024), israelischer Archäologe
- Elieser Steinbarg (1880–1932), jüdischer Schriftsteller
- Eleasar Sukenik (1889–1953), israelischer Archäologe
- Eliezer Sussmann (17. Jh.), Synagogenmaler
- Eliezer Yudkowsky (* 1979), US-amerikanischer Autor

### Zweitname
- Marcus Élieser Bloch (1723–1799), deutscher Naturforscher